# Jan Kochanowski nad zwłokami Urszulki
Jan Kochanowski nad zwłokami Urszulki – obraz olejny Jana Matejki namalowany w 1862 roku, uznawany za zaginiony. Do dziś zachował się jedynie akwarelowy szkic na papierze w rozmiarze 24 × 32 cm – studium do obrazu.
Na pierwszym planie dzieła znajduje się postać Jana Kochanowskiego, będącego w żałobie po stracie swojej córki, Urszuli. Poeta, pochylając się nad zwłokami dziewczynki, troskliwie obejmuje i całuje jej główkę. Na jego twarzy widnieje smutek, ból i rozpacz, wynikające ze śmierci najbliższej mu córki. Sama Urszula ubrana jest w białą sukienkę, w rękach trzyma krzyż. Postacie ojca i dziecka namalowane są wyrazistymi kolorami, natomiast pozostała część obrazu jest niewyraźna. Tło obrazu to ciemny pokój, w kącie którego mieści się zarys sprzętów domowych. Po lewej stronie wisi obraz Matki Bożej z Jezusem. Obok stoi paląca się świeca.

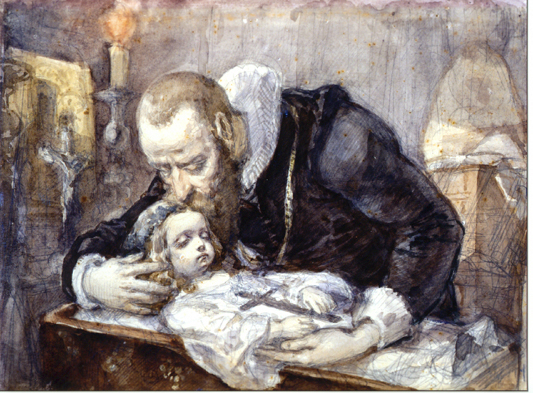
Oryginał obrazu – olej na płótnie – zaginął. Zachował się natomiast ten szkic do obrazu – akwarela na papierze
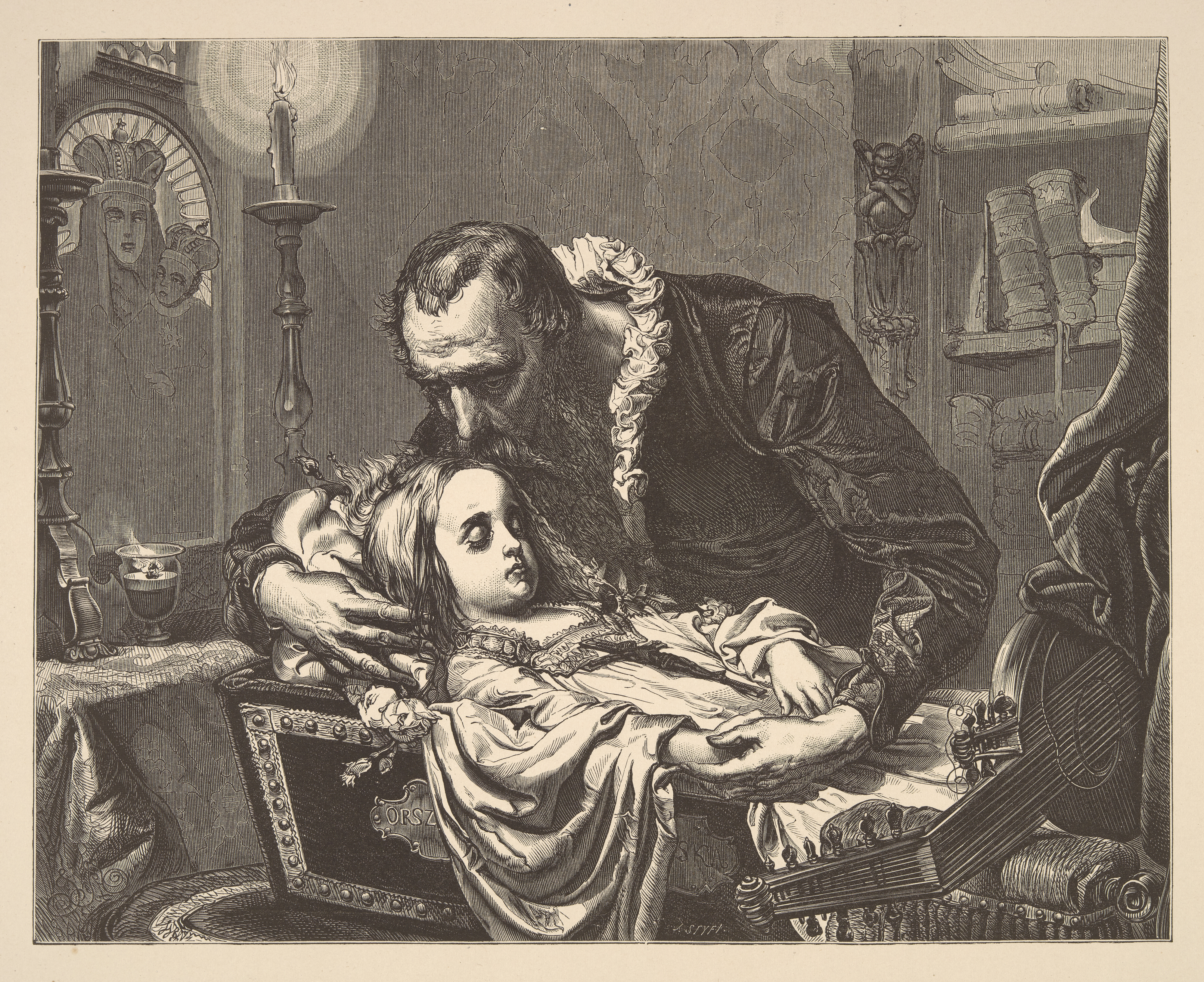
Znana jest również drzeworytowa kopia, wykonana według rysunku Matejki przez drzeworytnika Jana Styfiego
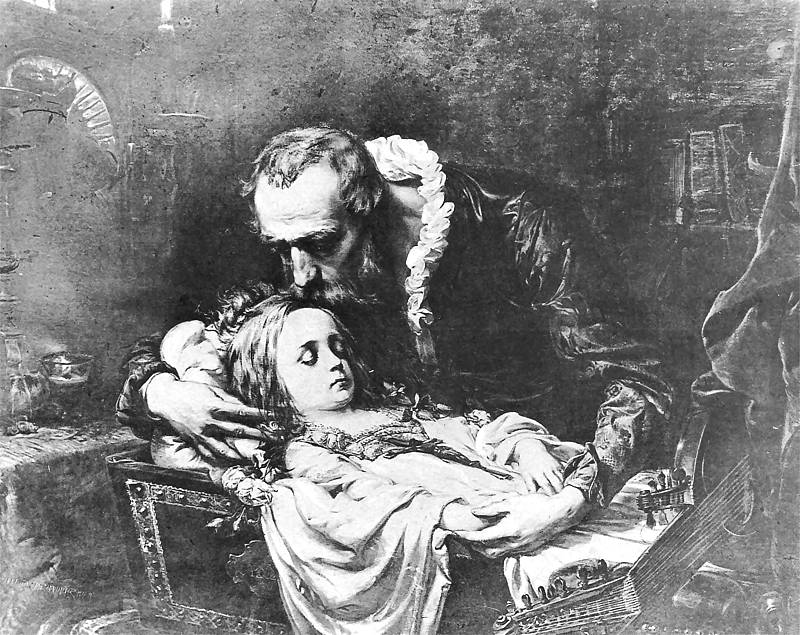
Fotografia oryginału wykonana przez Walerego Rzewuskiego zaraz po namalowaniu obrazu. Matejko dokumentował swoje obrazy, zlecając wykonanie fotografii słynnym krakowskim fotografom – na początku wyłącznie Waleremu Rzewuskiemu, później Awitowi Szubertowi bądź Juliuszowi Mienowi